# 瓦爾德馬·索博塔
瓦爾德馬·索博塔（波蘭語：Waldemar Sobota；1987年5月19日—）是一位波蘭足球運動員。在場上的位置是前鋒。他現在效力於德國足球乙級聯賽球隊聖保利足球俱樂部。他也代表波蘭國家足球隊參賽。